# Hoover (Alabama)
Hoover – miasto w Stanach Zjednoczonych, w stanie Alabama, w hrabstwach Jefferson i Shelby. Należy do obszaru metropolitalnego Birmingham.

## Handel
W mieście znajduje się największa galeria w stanie – Galeria Riverchase, z ponad 200 sklepami.

## Ludność
Według spisu w 2020 roku liczy 92 606 mieszkańców i jest 6. co do wielkości miastem w stanie Alabama. W roku 2023 liczba mieszkańców spadła do 92 448 osób, a gęstość zaludnienia do 709,3 osoby/km².
W przeciwieństwie do Birmingham, gdzie większość mieszkańców jest Afroamerykanami, w Hoover większość stanowią białe społeczności nielatynoskie.